# شالجی‌لار (آیدین‌تپه)
شالجی‌لار (به ترکی استانبولی: Şalcılar) (به کردی: Xapûşkî) یک منطقهٔ مسکونی در ترکیه است که در آیدین‌تپه واقع شده‌است. شالجی‌لار ۸۷ نفر جمعیت دارد.